# 陶毅
陶毅（1890年代—1927年5月14日），字斯咏，女，湖南省湘潭县人。中華民國大陸時期教师。向警予、毛泽东早年友人。
2000年代以来，因电视剧《恰同学少年》:18等影视剧的传媒影响，被认为是毛泽东的初恋女友。有“长江以南第一才女:18”，即“江南第一才女”之称。

## 生平
当代研究者彭斯道称陶毅生于1896年:19，多有引用。友人向警予（1895年出生）称她为姐。毛泽东（1893年出生）又称她和向警予为姐。1923年湖南《大公报》称陶毅“年三十余岁”，当生于1893年之前。但同时提及她的再婚丈夫沈仲九“年四十余岁”，与其他作者提及沈仲九生于1887年不符:70，未知孰对孰错。
彭斯道称陶毅于1916年考入“周南女子中学师范二班，与向警予同学”。她与向警予、周敦祥被称为“周南三杰”（存疑）:19。当代研究者马以君依向警予经历，称陶当是于1914年考入“周南女子中学师范四班”。1916年秋，向警予、陶毅毕业。陶毅在周南附小任教:22。
1920年11月到1921年11月，陶毅在湖南《大公报》以“陶毅”、“陶斯咏”、“斯咏”三个名字发表八篇信函、论述文章。1921年7月，陶毅赴东南大学进修:18—19。
1922年左右，陶毅再婚，与已两度亡妻的沈仲九结婚，成为他的第三任妻子:70—71。1923年初，湖南《大公报》刊登与陶毅相关的数条报道，《陶斯咏与沈仲九结婚》：“陶斯咏女士与沈仲九九月前在沪结婚，现已同赴杭州作蜜月旅行。陶女士湘潭人，前充周南女学管理，曾与同县杨某结婚，后因杨某不淑正式离异。前赴宁肄业南京东南大学特科，现任中国公学女生指导员，年三十余岁。沈君浙江人，娴于文学，前年来湘，任第一师范教员，现任中国公学教员，年四十余岁，前娶妻已死，性孤介，不修边幅，身长廋而黧黑。二人相爱，盖在牝牡玄黄以外也:21—22。”3月16日第七版、《一师聘请一对新夫妇》：“沈仲九在上海与已离婚的湘潭陶斯咏结婚，已誌本报。夫妇俩都被第一师范聘请，昨天来省，同住该校了。”:21—22此外，3月30日第六版《省城学校现状调查记·第一师范》提及：“教职员多属仍旧，惟国文教员新从江浙聘来沈仲九冯三昧顾绮仲三人，女生指导员聘请沈仲九夫人陶毅”。毛泽东同学白瑜在访问中曾提及陶毅与沈仲九的婚事，以及在“一师任教”。1923年后，湖南《大公报》再无陶毅的公开报道:21—22。
吴念圣撰写、2020年文章指，沈陶二人任教一个学期后，即返回上海。1923年8月，沈仲九受聘上海大学中文系任教。1925年秋，夫妇赴日游学。1927年4月，李石在上海筹建國立勞動大學。丈夫沈仲九应招回国。5月13日，劳动大学筹委会举行首次会议。沈仲九长兄沈伯珊在1936年编撰的、题为《八字簿》的家谱中记载，陶毅在1927年5月14日逝世:70—71。
此外，萧子升提及陶毅“终老于上海”。相关文献一般标注陶毅在1931年逝世。日本学者竹內實曾提及是陶毅后来“去上海开办私立学校，1930年逝世”:25。据称，1931年时，她因病服药不当逝世，年三十五岁:21—22。丈夫沈仲九在1933年后，再娶匡互生遗孀胡琬如，于1968年逝世:70—71。

## 与向警予、毛泽东的关系
陶毅与同学向警予与关系亲密。向警予称她为“毅姐”。向警予曾在1919年12月20日的书信中，提及陶毅“既因老伯母的关系，不能出国求学，何不趁这机会，跳将出来，为远大的计划呢？”推荐她报考北京大学。向警予是新民学会成员，陶毅亦参与新民学会活动，与毛泽东有交集。1918年至1919年，她与毛泽东有过书信往来:20。《毛泽东早期文稿》收录过毛泽东写给陶毅的一封信:18。毛泽东称她为“很明达很有远志”的“陶斯咏姊”:20。中央文献出版社的《毛泽东年谱》记，1920年6月，毛泽东、杨开慧、陶毅三人曾一同游岳麓山。1920年年末，毛泽东与杨开慧结婚。1921年7月间，毛泽东在上海参加中国共产党第一次全国代表大会。《毛泽东年谱》记，毛泽东在会后去南京看望陶斯咏。即1921年8月的某日，毛泽东探访暂住鼓楼一带的周世釗，商讨在南京开办文化书社分社一事。谈完，即从下关码头乘船回长沙。据此推测毛泽东在此之前，见过在金陵女大进修的陶毅:23，55。
1920年7月，毛泽东与友人在今长沙市开福区的潮宗街56号创办文化书社。易礼容担任经理，毛泽东担任特别交涉员。有说法指，易礼容投资一块银元，陶毅是三位投资十块银元的人士之一。当代研究者马以君指陶毅当时“虽已是教师，但如家庭负担重，按照当年教师的微薄收入，再慷慨也拿不出如此多的钱。以此推知其父辈经济状况不差:22。”或称陶家为“湘潭一带有名的富户”，或称陶家为“省内富豪”。实际上，《毛泽东集·第一卷》收录、1921年4月编印《文化书社社务报告第二期》提及的文化书社社员所投股本名录中，交款十元光洋以上者有：赵文运、易培基、易礼容、陶毅、郭君开、王季范、毛泽东、唐吉皆、仇鳌、左式民等，林韵源、刘驭皆、何叔衡、陈君书所投股本为十元纸洋。其中投资最多者为曾任长沙县知事的姜济寰（折合300光洋左右）和长沙商会的左学谦（200光洋左右）。陶毅未在书社工作过。萧子升关于陶毅与毛泽东合办书店，意见不合而分手之说，并非事实。
毛泽东诗词中的《虞美人·枕上》、《贺新郎·别友》，被认为是唯二与其个人爱情相关的词。毛泽东在1970年代有过修改。一般认为《枕上》是写给1921年写给妻子杨开慧。《别友》亦认为是写给杨开慧。推测是1923年12月“霜重”，毛泽东离开长沙时所作。彭明道所撰、2001年文章披露，易礼容在1980年代提及《别友》“可能是赠给陶毅”。研究者马以君推测是1919年12月“霜重”离开长沙时所作:19—20。《别友》最早的版本是1937年时，毛泽东抄录赠给作家丁玲。丁玲曾是陶毅的学生，1919年进入周南女子中学二年级:20。
2007年，电视剧《恰同学少年》热播，剧中描述了毛泽东与陶毅的爱情:18。此后拍摄的，与毛泽东相关影视剧多有此类内容。陶毅被认定为毛泽东在湖南第一师范学校就读期间交往的“初恋女友”。与彭明道论述相类:20，陶毅“终身未婚”的说法得到广泛传播。更产生她与毛泽东多次分手复合，最终因两人家庭经济地位悬殊而被迫分手的说法。而毛泽东亦放弃“追求荣华安逸”，未与出身“省内富豪”家庭的陶毅结婚。

## 影视形象
- 2007年电视剧《恰同学少年》是第一部设定陶毅为毛泽东“初恋女友”的影视剧[2][3]。2010年拍摄献礼片《建党伟业》时，汤唯饰演陶毅。相关报道默认陶毅的人物设定为“毛泽东恋人”[11]。当年9月9日，毛泽东孙子毛新宇接受人民网访问时，认为《建党伟业》中关于陶毅是毛泽东恋人的内容失实[12]。电影放映后，由于陶毅戏份被删除，人物设定无从得知。此后，影视作品多设定陶毅为毛泽东恋人[3]。

| 播出时间 | 类型   | 影视作品       | 演员   | 使用的名字 | 备注     |
| 1995年   | 电 影  | 《杨开慧》     | 王美虹 | 陶 毅      |          |
| 2007年   | 电视剧 | 《恰同学少年》 | 练束梅 | 陶斯咏     |          |
| 2010年   | 电视剧 | 《中国1921》   | 徐百慧 | 陶斯咏     |          |
| 2011年   | 电 影  | 《建党伟业》   | 汤 唯  | 陶 毅      | 戏份删除 |
| 2011年   | 电 影  | 《湘江北去》   | 伊 娜  | 陶斯咏     |          |
| 2011年   | 电视剧 | 《风华正茂》   | 潘之琳 | 陶斯咏     |          |
| 2013年   | 电视剧 | 《毛泽东》     | 不 详  | 陶斯咏     |          |
| 2023年   | 电视剧 | 《鲲鹏击浪》   | 肖昀希 | 陶斯咏     |          |

## 备注
1. ↑  与陶毅类似，近代多有将某位女性称“某某第一”的事例，多是当代文化传播的产物。如北关老女称“女真第一美人”，孝莊文皇后称“满蒙第一美人”，傅恒妻称“满清第一美人”。
2. ↑  “周南三杰”另一种说法是周敦祥、魏璧、劳启荣三人。1918年，三人在校创办革命杂志《女界钟》，是湖南妇女界最早的革命刊物[8]。
3. ↑  “盖在牝牡玄黄以外也”，指在意本质，不在意相貌。
4. ↑  湖南《大公报》称陶毅进修的学校是东南大学[1]:21—22。